# Cratere Yakovkin
Yakovkin è un cratere lunare intitolato all'astronomo russo Avenir Aleksandrovič Jakovkin. Si trova molto vicino al margine sudoccidentale della faccia visibile della Luna. È situato a nordovest del cratere Pingré, ed era chiamato 'Pingré H' prima che l'Unione Astronomica Internazionale gli assegnasse il nome attuale. La vicinanza del cratere al margine della faccia visibile ostacola l'osservazione dalla Terra, e gli conferisce un'apparenza scorciata.
Il bordo ineguale di questo cratere ha una forma poligonale, e non semplicemente circolare. Il fondo interno è stato sommerso da lava, lasciando una parete interna relativamente piccola. Il fondo interno è quasi informe, con solo pochi crateri minori che ne contrassegnano la superficie. Il terreno circostante sembra essere stato rispianato ed è caratterizzato solo da crateri piccoli o poco profondi. Il terreno più a nordest è considerevolmente più scabro e irregolare.